# Giovanni D’Anzi

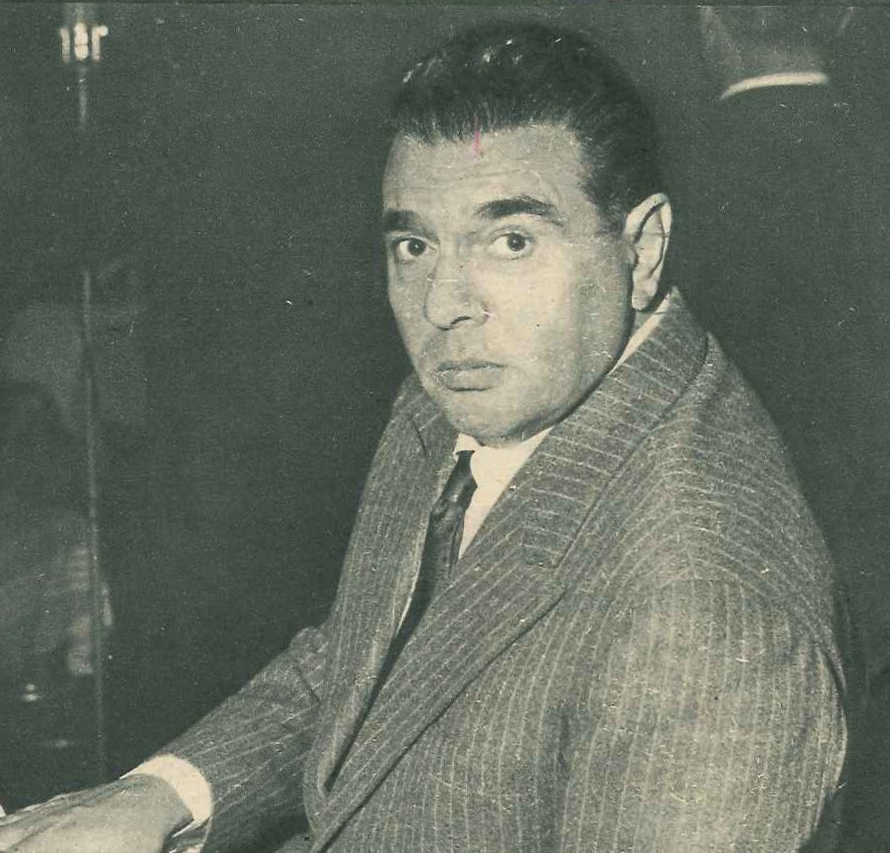
Giovanni D’Anzi

Giovanni D’Anzi (* 1. Januar 1906 in Mailand; † 15. April 1974 in Santa Margherita Ligure, Metropolitanstadt Genua) war ein italienischer Sänger und Komponist. 1935 schrieb er Musik und Text zu Oh mia bela Madunina und 1969 schrieb er mit Alfredo Bracchi Musik und Text zu El Biscella.

## Leben und Karriere
D’Anzi wurde in Mailand im Jahr 1906 als Sohn aus Apulien stammender Eltern geboren.
Die meisten seiner Lieder waren im Mailänder Dialekt verfasst und beschrieben ironisch Persönlichkeiten der letzten Jahre in Mailand. Er wirkte auch an fast 30 Filmen als Komponist mit. In den 1960er Jahren zog sich Giovanni D’Anzi aus der Musikszene zurück. Er zog nach Ligurien und begann zu malen.
Er starb 1974 in Santa Margherita Ligure. Er wurde im Civico Mausoleo Palanti beigesetzt.

## Filmografie (Auswahl)
- 1933: La maestrina
- 1939: Alarm im Warenhaus (I grandi magazzini)
- 1941: Verliebte Unschuld (Teresa Venerdì)
- 1945: Wer Geld hat, hat mehr vom Leben (Il mondo vuole così)
- 1947: Natale al campo 119
- 1953: Era lei che lo voleva!
- 1954: Siamo tutti Milanesi
- 1962: Il medico delle donne